# Mapa górnicza

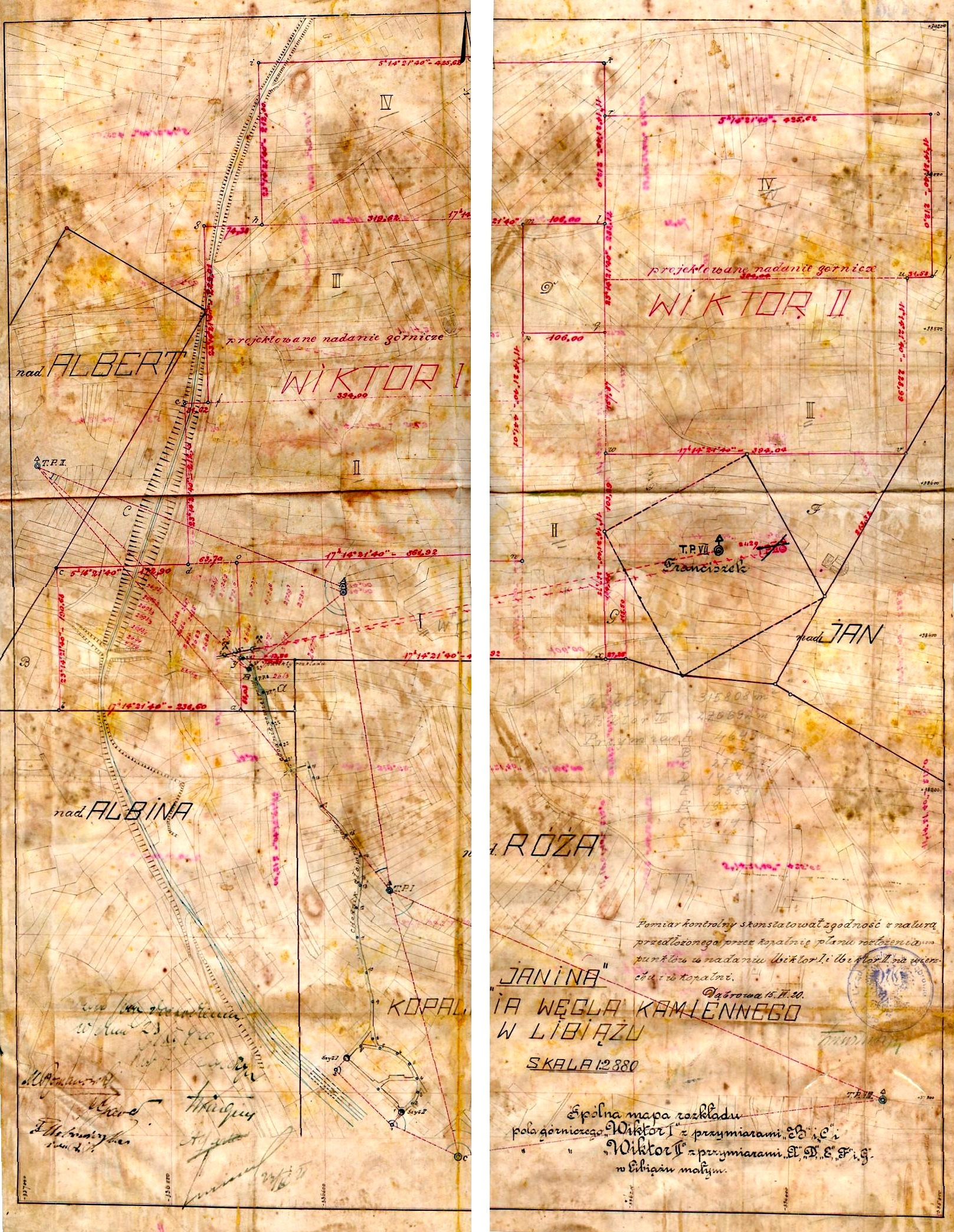
Górnicza mapa powierzchni: załącznik do aktu nadania własności pól górniczych Wiktor I i Wiktor II dla kopalni „Janina” w Libiążu, 1922

Mapa górnicza – obraz przedstawiony na płaszczyźnie metodą rzutów geometrycznych w sytuacji położenia wyrobisk górniczych i informacji geologicznych. Mapy górnicze dzieli się na:
- mapy powierzchni
- mapy wyrobisk górniczych
- mapy geologiczne

Każda z wymienionych map dzieli się na:
- mapy podstawowe
- mapy przeglądowe
- mapy specjalne